# Scheve implant

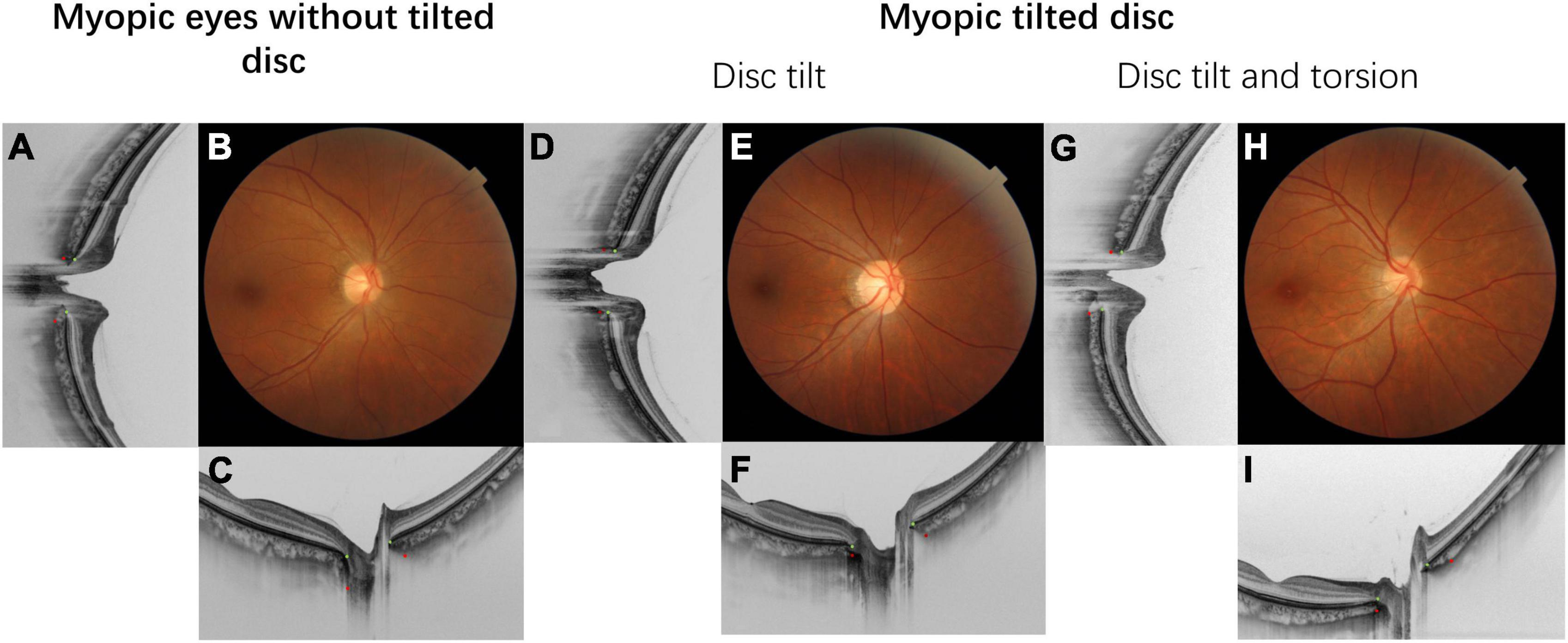
Scheve implant syndroom (D-F) en scheve implant getordeerd (G-I)

Scheve implant (Engels: tilted disc) is een aangeboren afwijking in de oogontwikkeling, die ontstaan is in de oogbeker tijdens de embryonale ontwikkeling. De oogzenuw en de papil staan in de oogbol scheef. Ook kan de scheve implant getordeerd zijn.
Bij scheve implant komt vaker glaucoom voor.